# فهرست جرم‌های مستوجب مرگ در تورات
فهرست جرم‌های مستوجب مرگ در تورات طبق تورات یا شریعت موسی، اینها برخی از جرایم هستند که ممکن است مستحق مجازات اعدام باشند. قوانین کتاب مقدس مجازات اعدام را برای برخی جرم‌ها تعیین می‌کند. اینها شامل طیف وسیعی از جرم‌ها از قتل تا آدم‌ربایی، زنا تا زنای با محارم، انواع خاصی از تجاوز جنسی، عبادت بت‌پرستانه و تحریک عمومی به ارتداد، از بی‌احترامی به والدین تا هتک حرمت به روز سبت است. با این حال، جنبش اصلاحات از قرن‌ها پیش مجازات اعدام را به‌طور مؤثر لغو کرده‌است.

## اعمال مذهبی
- قربانی کردن برای خدایان دیگری غیر از یهوه.[۲]
- قربانی کردن فرزندان برای مولوخ (یکی از خدایان باستانی کنعان).[۳]
- پرستش بلفگور (بعل پیور) که در اعداد ۳۱ ذکر شده‌است.[۴]
- پیامبری که می‌گوید از خدایان دیگری غیر از یهوه پیروی کنید.[۵]
- شخصی که از خدایان دیگری غیر از یهوه پیروی می‌کند.[۶]
- پیامبر دروغین[۷]
- به‌طور کلی «افسونگران»[۸]
- کفرگویی نسبت یهوه.[۹]
- کار کردن در روز سبت.[۱۰][۱۱][۱۲]
- غیر لاویان (روحانی یهودی) بودن و نزدیک شدن به میشکان (خیمه یهوه).[۱۳]

## اعمال جنسی
- انجام فعالیت جنسی به نحوی که در آن زن نامزد شده با یک مرد دیگر باکرگی خود را از دست بدهد.[۱۴]
- تجاوز جنسی به یک زن نامزد شده در روستا.[۱۵]
- زنای محصنه با زن شوهردار که هم مرد و هم زن باید بمیرند.[۱۶]
- زنی که به دروغ خود را پیش از ازدواج باکره نشان می‌دهد.[۱۷]
- ازدواج با مادر زن.[۱۸] مجازات مرگ با سوزاندن است.
- اشکال خاصی از زنا با محارم، که شامل زنا با زن پدر یا عروس (همسر پسر) می‌شود.[۱۹] سایر اشکال محارم مجازات کمتری دارند. در مورد فعالیت جنسی با خواهر/خواهر ناتنی مجازات تکفیر در ادیان داده می‌شود؛[۲۰] اگر در مورد زن برادر یا زن عمو باشد فقط نفرین شده‌است[۲۱] و فعالیت جنسی با خاله که نسبت خونی دارد صرفاً مورد انتقاد است.[۲۲]
- برخی از فعالیت‌های جنسی بین مردان یا به عبارت دیگر همجنس‌گرایی مردان. تورات قطعاً اعمال همجنس‌گرایان را گناه تلقی کرده و آنها را جرم تلقی کرده است. اما این گناه مانند هر گناه دیگری باید با شهادت دو یا سه شاهد ثابت می شد.[۲۳]
- حیوان‌خواهی.[۲۴][۲۵] انسان و حیوان هر دو باید کشته شوند.[۲۶]
- فحشا اگر توسط دختر کوهن انجام شود.[۲۷]

## قتل
- قتل، که یهودیان معتقدند برای غیر یهودیان نیز کاربرد دارد.[۲۸][۲۹][۳۰][۳۱] در ده فرمان با عنوان تو نباید بکشی ذکر شده‌است.
- اگر گاوی که قبلاً برای شاخ زدن یا حمله به انسان سابقه داشته و صاحب گاو در این مورد اخطار گرفته، موجب قتل کسی شود صاحب گاو کشته می‌شود. در صورتی که شخص ذینفع نیاز به پرداخت هزینه داشته باشد کشتن صاحب گاو لازم نیست. اگر گاو باعث شود که برده‌ای کشته شود، صاحب گاو باید جریمه بپردازد. گاو در همه موارد سنگسار می‌شود.[۳۲]

## انضباط والدین
- کتک زدن والدین.[۳۳]
- نفرین کردن پدر و مادر.[۳۴][۳۵]
- پسری که در سرپیچی از والدین خود اصرار می‌ورزد.[۳۶]

## دادگاه‌ها
- عدم اطاعت از تصمیم دادگاه.[۳۷]
- شهادت دروغ در مورد جرم‌های مستوجب مرگ در تورات.[۳۸]

## آدم‌ربایی
- «آدم‌ربایی» یک بنی‌اسرائیلی به منظور برده‌داری.[۳۹][۴۰]